# 香乃子
香乃子（かのこ）は、日本の女性ケータイ小説家である。

## 人物
- プロフィールでは、「少女マンガのような胸キュン目指してガンバります!!」と語っている。
- 主婦兼ショップ店員のかたわら、2010年現在も執筆中。
- 夏生まれ、獅子座のO型。
- 「まぁいいや」が口ぐせの、のんびり＆マイペースを貫くお気楽女子。最近はもっぱらゴルフに夢中（プロフィールより）

## 作品
- 特等席はアナタの隣。(2009年11月25日)
- 続・特等席はアナタの隣。(2010年5月25日)
- ダイスキ・熱愛センセイ! 溺愛教師の不純!?な個人授業 上下巻（2010年6月25日 - 7月25日）
- いつわり彼氏は最強ヤンキー 上下巻（2012年1月25日 - 2月25日）